# Ципелице од крокодилске коже
„Ципелице од крокодилске коже“ је југословенски филм из 1963. године. Режирао га је Славољуб Стефановић Раваси, а сценарио је писао Брана Црнчевић.

## Улоге
| Глумац              | Улога     |
| ------------------- | --------- |
| Ксенија Јовановић   | Патриција |
| Предраг Лаковић     | Инспектор |
| Ташко Начић         | Детектив  |
| Љиљана Шљапић       |           |
| Власта Велисављевић |           |